# 210290 Borsellino
210290 Borsellino è un asteroide della fascia principale. Scoperto nel 2007, presenta un'orbita caratterizzata da un semiasse maggiore pari a 2,9370290 UA e da un'eccentricità di 0,0886217, inclinata di 9,36204° rispetto all'eclittica.